# Medical Act 1876
Le Medical Act 1876 (en français Loi médicale de 1876) (39 et 40 Vict, Ch. 41) permet aux autorités médicales britanniques de délivrer des licences à tous les candidats qualifiés quel que soit leur genre,,. Le projet de loi est présenté au parlement par le député Russell Gurney,. L'act obtient l'assentiment de la reine Victoria et devient une loi malgré les réserves personnelles de la souveraine à l'égard de la possibilité pour les femmes de pratiquer la médecine.
Les Medical Acts sont le titre collectif de la UK Medical Act 1876 ainsi que des lois suivantes :
- Medical Act 1858 (21 et 22 Vict c 90)
- Medical Act 1859 (22 Vict c 21)
- Medical Acts Amendment Act 1860 (23 & 24 Vict c 7)
- Medical Act 1886 (49 & 50 Vict c 48)